# Prix du Livre Inter
Il Prix du Livre Inter è un premio letterario francese creato nel 1975 da Paul-Louis Mignon.
Viene assegnato a maggio o giugno da una giuria di 24 ascoltatori di France Inter sotto la presidenza di uno scrittore rinomato sulla base di una selezione operata di librai e dagli ascoltatori della radio.

## Vincitori
- 1975:  Des demeures et des gens  di Catherine d'Etchéa
- 1976:  Le Revenala ou l'Arbre du voyageur  di Jacques Perry
- 1977:  Ana Non  di Agustin Gomez Arcos
- 1978:  L'Enfant de bohème  di Daniel Boulanger
- 1979:  La Décharge  di Béatrix Beck
- 1980:  Le Testament d'un poète juif assassiné  di Elie Wiesel
- 1981:  Les Demoiselles de Beaumoreau  di Marguerite Gurgand
- 1982:  La Lumière du Nord  di Marcel Schneider
- 1983:  Le Bouchot  di Hortense Dufour
- 1984:  La Mémoire d'Abraham  di Marek Halter
- 1985:  Un cauchemar  di Jean-Jacques Brochier
- 1986:  L'Enfer  di René Belletto
- 1987:  Qui se souvient des hommes ?  di Jean Raspail
- 1988:  Mysaire Mysaire  di François Salvaing
- 1989:  Petite chronique des gens de nuit dans un port de l'Atlantique Nord  di Philippe Hadengue
- 1990:  La Petite Marchande de prose  di Daniel Pennac
- 1991:  La Voyeuse interdite  di Nina Bouraoui
- 1992:  Le Troisième Mensonge  di Ágota Kristóf
- 1993:  Des choses idiotes et douces  di Frédéric Boyer
- 1994:  Quoi de neuf sur la guerre ?  di Robert Bober
- 1995:  Madame Arnoul  di Jean-Noël Pancrazi
- 1996:  Un secret sans importance  di Agnès Desarthe
- 1997:  Instruments des ténèbres  di Nancy Huston
- 1998:  La Maladie de Sachs  di Martin Winckler
- 1999:  En attendant le vote des bêtes sauvages  di Ahmadou Kourouma
- 2000:  Des Anges mineurs  di Antoine Volodine
- 2001:  Apprendre à finir  di Laurent Mauvignier
- 2002:  Un soir au club  di Christian Gailly
- 2003:  La Petite Chartreuse  di Pierre Péju
- 2004:  L'Homme-sœur  di Patrick Lapeyre
- 2005:  L'Étourdissement  di Joël Egloff
- 2006:  La Chambre de la Stella  di Jean-Baptiste Harang
- 2007: Ouest di François Vallejo
- 2008: Le Boulevard périphérique di Henry Bauchau
- 2009: Zone di Mathias Énard
- 2010: Les Hommes-couleurs di Cloé Korman
- 2011: Que font les rennes après Noël ? di Olivia Rosenthal
- 2012: Supplément à la vie de Barbara Loden di Nathalie Léger
- 2013: Sombre Dimanche di Alice Zeniter
- 2014: Per poco non ci lascio le penne (Faillir être flingué) di Céline Minard
- 2015: Jacob, Jacob di Valérie Zenatti
- 2016: 7 di Tristan Garcia
- 2017: Regno animale (Règne animal) di Jean-Baptiste Del Amo
- 2018: Fief di David Lopez[3]
- 2019: Arcadie di Emmanuelle Bayamack-Tam
- 2020: Prima che mi sfugga (Avant que j'oublie) di Anne Pauly[4]
- 2021: Un jour ce sera vide di Hugo Lindenberg[5]
- 2022: Mahmoud ou la montée des eaux di Antoine Wauters[6]
- 2023: Attaquer la terre et le soleil di Mathieu Belezi[7]
- 2024: Aliène di Phoebe Hadjimarkos Clarke[8]
- 2025: Un perdant magnifique di Florence Seyvos[9]